# Róka József
Róka József (Szeged, 1790. június 2. – Máriaradna, 1858. május 17.) plébános, kanonok, püspöki helynök, Makó lelkipásztora.

## Életpályája
Szülei: Róka József és Dobó Rozália voltak. Középiskolai tanulmányait Szegeden végezte el a Szegedi piarista gimnáziumban 1808–1811 között. Temesváron teológiát tanult. 1811. augusztus 18-án szentelték pappá. 1811–1816 között a püspökségen dolgozott; a püspökség levéltárát kezelte. 1816-tól makói plébános volt. 1825. július 26-án Békés vármegye táblabírájává nevezte ki Lánczy József. 1830-tól szentszéki ülnök volt. Az 1831. július 2-án megalakult Egészségre ügyelő állandó kiküldöttség tagja lett. 1832–1833 között átépítette a makói templom tornyát. 1835-ben kanonokká nevezték ki. 1836-ban Temesvárra hívták. 1840-ben csanádi püspöki helynök lett. 1845–1846 között a papnevelde prodirektora lett, majd apátkanonokká léptették elő. 1848–1849 között Horváth Mihály helyett kormányozta a csanádi egyházmegyét a Püspöki rezidencia és kápolna épületében. 1849-től Kufsteinben raboskodott Czuczor Gergellyel. 1852-ben kegyelmet kapott; a máriaradnai ferences kolostorba internálták.
Temesvárról Makóra menekítette az egyház irattárát. A szabadságharc után rebellisnek nyilvánították. Az osztrák bíróság hűtlenség, lázadás és lázadásra való felbujtás miatt kötél általi halálra ítélte, amit várfogságra enyhítettek.

## Emlékezete
- 1999. október 8-án, Makón emléktáblát avattak tiszteletére a püspöki nyári lak falán (Makó, Csanád Vezér tér 12).

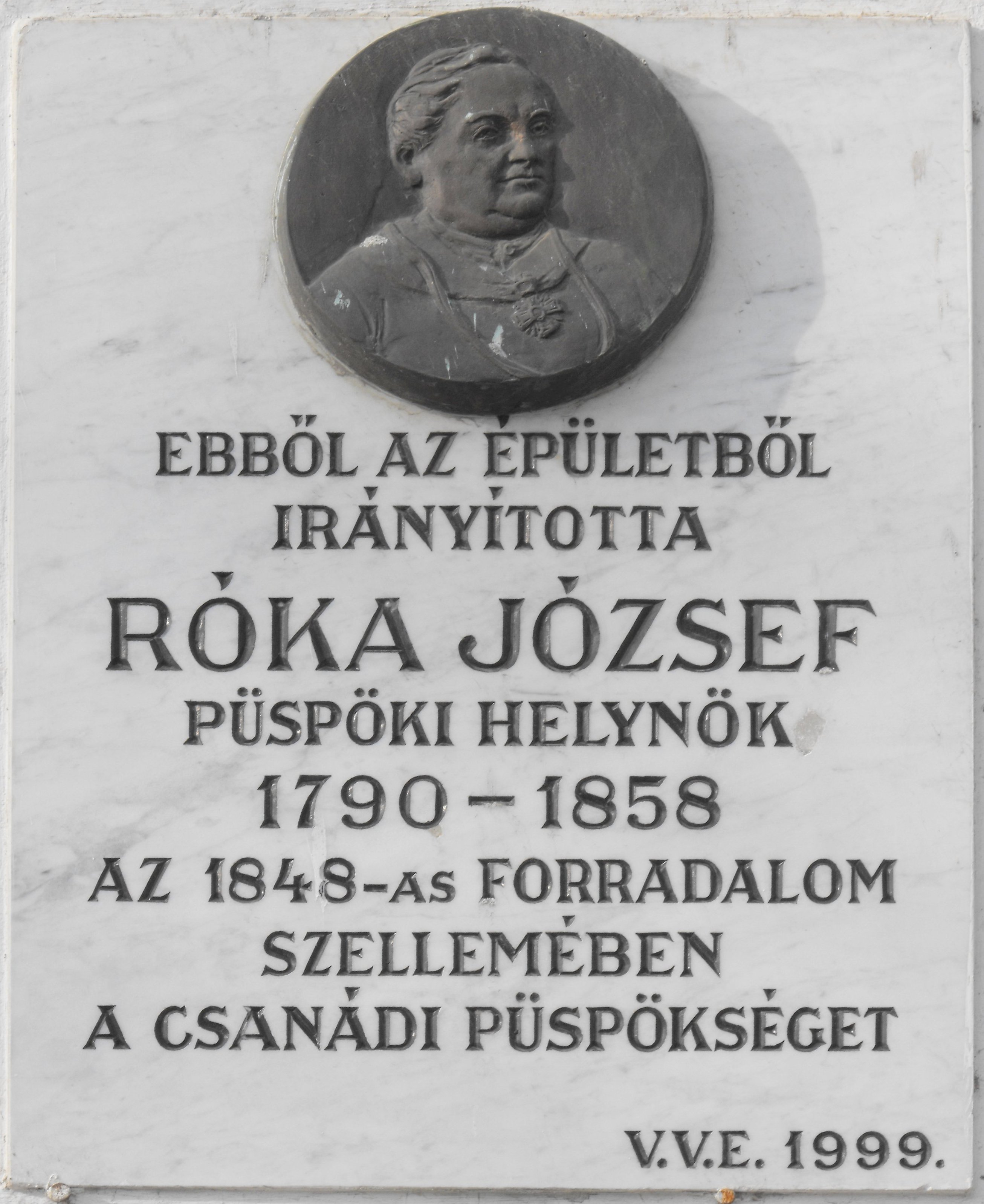
Róka József püspöki helynök emléktáblája Makón